# 清河门区
清河门区是辽宁省阜新市下辖的一个市辖区，位于阜新市西南部，东与义县稍户营子镇隔细河相望，西、南与义县高台子镇相连，北与阜新蒙古族自治县接壤。东望医巫闾山，西依大青山。

## 行政区划
清河门区下辖2个街道办事处、2个镇：
清河街道、新北街道、河西镇和乌龙坝镇。

## 人口
根据全国第七次人口普查数据显示，截至2020年11月1日零时，常住人口51394人。